# La Calotterie
La Calotterie é uma comuna francesa na região administrativa de Altos da França, no departamento de Pas-de-Calais. Estende-se por uma área de 9,48 km². Em 2010 a comuna tinha 639 habitantes (densidade: 67,4 hab./km²).